# Liste der denkmalgeschützten Objekte in Amaliendorf-Aalfang
Die Liste der denkmalgeschützten Objekte in Amaliendorf-Aalfang enthält die denkmalgeschützten, unbeweglichen Objekte der Gemeinde Amaliendorf-Aalfang.

## Denkmäler
| Foto |                 | Denkmal                                                                          | Standort                 | Beschreibung | Metadaten |
| ---- | --------------- | -------------------------------------------------------------------------------- | ------------------------ | --- | --- |
| ja   | Datei hochladen | Ortskapelle Zur Himmelfahrt Unserer Lieben Frau HERIS-ID: 29018 Objekt-ID: 25638 | Standort KG: Amaliendorf | Die Ortskapelle zur Himmelfahrt Unserer Lieben Frau wurde 1818 errichtet. Der innen flach gedeckte Bau mit Dachreiter und Halbkreisapsis befindet sich an der Durchfahrtsstraße des Ortes. | BDA-Hist.: Q37923072 Status: § 2a Stand der BDA-Liste: 2025-06-30 Name: Ortskapelle Zur Himmelfahrt Unserer Lieben Frau GstNr.: 446/1 |